# Economia criativa
Economia criativa é o setor econômico formado pelas indústrias criativas ( o conjunto de atividades econômicas relacionadas a produção e distribuição de bens e serviços que utilizam a criatividade e as habilidades dos indivíduos ou grupos como insumos primários.)

## Conceito
Segundo o autor inglês John Howkins no livro “The Creative Economy”, publicado em 2001, são atividades nas quais a criatividade e o capital intelectual são a matéria-prima para a criação, produção e distribuição de bens e serviços. Na definição de Andrea Matarazzo, autor do projeto “Distritos Criativos”: "o que move a Economia Criativa é a criatividade e a inovação como matéria-prima, portanto, o processo de criação é tão importante quanto o produto final, ou seja, uma cadeia produtiva baseada no conhecimento e capaz de produzir riqueza, gerar empregos e distribuir renda."
“A economia criativa abrange todo o ambiente de negócios que existe em torno da indústria criativa, aquela baseada em bens e serviços criativos”, afirma Ana Carla Fonseca Reis, economista especializada no tema

## História
Segundo Renata Reps, mestre em Indústrias Criativas pela Universidade Paris, a primeira referência governamental a importância de áreas ligadas à tecnologia e à criatividade para o crescimento econômico de um país deu-se em um relatório de 1983, publicado pela primeira-ministra Margaret Thatcher.
Em 1994, o primeiro-ministro Australiano Paul Keating lançou o primeiro conjunto de políticas públicas de um país com foco em cultura e arte. O documento chamado Creative Nation citava o termo economia criativa.
Logo depois, o primeiro-ministro britânico Tony Blair incluiu o assunto em sua plataforma de governo, durante sua campanha para o cargo de primeiro-ministro em 1996.

## Setores
Não há um consenso sobre as áreas englobadas pela economia criativa. Cada instituição que estuda o tema tem uma lista de acordo com seus interesses e metas de ação. Elas também mudam de país para país de acordo com os potenciais e mercados de cada um deles.
A Conferência das Nações Unidas para o Comércio Internacional e o Desenvolvimento (UNCTAD) organiza a áreas em quatro grupamentos:
1) Herança ou Patrimônio: no qual se encontram as expressões culturais tradicionais como artesanatos, festivais e celebrações; além dos sítios culturais (museus, bibliotecas, exposições etc.) e arqueológicos.
2) Artes: visuais (pintura, escultura, fotografia e antiguidades) e performáticas (música ao vivo, teatro, dança, ópera, circo, marionetes etc).
3) Mídia: reúne a produção de conteúdo criativo com objetivo de comunicação com o grande público, como a editorial (livros, imprensa e outras publicações) e a audiovisual (cinema, televisão, rádio e outras transmissões).
4) Criação funcional: grupo formado por atividades como design (de interior, gráfico, moda, joias, brinquedos); a chamada nova mídia (software, videogames e conteúdo criativo digitalizado); e os “serviços criativos”, como o arquitetônico, a publicidade, os culturais e os recreativos, P&D, entre outros.
No Brasil, a Secretaria de Economia Criativa criada pelo Decreto 7743, de 1º de junho de 2012 e vinculada ao Ministério da Cultura considera 20 setores dentro da economia criativa: artes cênicas, música, artes visuais, literatura e mercado editorial, audiovisual, animação, games, software aplicado à economia criativa, publicidade, rádio, TV, moda, arquitetura, design, gastronomia, cultura popular, artesanato, entretenimento, eventos e turismo cultural.

## No Brasil
Segundo dados do SEBRAE o setor tem mais de dois milhões de empresas e gera R$ 110 bilhões equivalente a 2,7% do Produto Interno Bruto (PIB) total produzido no país. A cifra chega a R$ 735 bilhões, se considerada a produção de toda a cadeia, equivalendo a 18% do PIB nacional em 2015.
No perído de 1997 a 2014, o BNDES investiu R$ 3,18 bilhões no setor de economia criativa através do Departamento de Economia da Cultura do banco.
Um dos principais empreendimentos do setor no país é o Porto Digital em Recife que criou um ambiente de negócios orientado para o mercado global.  Fundado em 2000, o projeto nasceu com três empresas e 46 pessoas. Em 2014 eram 230 companhias e 7 000 funcionários incluindo multinacionais como Microsoft, IBM e Accenture. No mesmo ano a Fiat Chrysler Automobiles anunciou a instalação de um centro de tecnologia automotiva que terá um investimentos de 500 milhões de reais e empregará 1 000 pessoas, entre engenheiros, técnicos e outros profissionais.
Em agosto de 2016 foi inaugurada na Vila Madalena em São Paulo a Escola Britânica de Artes Criativas (Ebac). A instituição tem como proposta preparar profissionais para atuarem no mercado da Economia Criativa com enfase em design, arte digital, animação e arquitetura. O prédio da instituição é um projeto do arquiteto paulistano Isay Weinfeld.

## Em Portugal
Estima-se que o setor cultural e criativo movimentou 5,1 mil milhões de euros em Portugal e empregou 78,6 mil pessoas através de mais de 50 mil empresas, no ano de 2012. Na União Europeia, o setor contribui com 860 mil milhões de euros, equivalente a 6,8% do PIB europeu, de acordo com o estudo da Forum D’Avignon.

## Controvérsia
Uma das principais discussões sobre o tema é quais órgãos deveriam cuidar do assunto. No Brasil as políticas públicas pras indústrias criativas ficavam a cargo do Ministério da Cultura, que foi extinto em 2019 para ser inserido no Ministério da Educação, na forma de uma Secretaria da Cultura. Enquanto na Indonésia há o Ministério do Turismo e da Economia Criativa. Na Argentina, quem cuida do assunto é o Ministério do Desenvolvimento.
Na análise de Stuart Cunnigham, que comparou políticas culturais para economia criativa em países como Estados Unidos, China e Canadá: "a maneira pela qual tais governos definiam as indústrias criativas e atuavam nesses setores produtivos variava enormemente, de acordo com as relações historicamente constituídas entre Estado, iniciativa privada e comunidade artística, além da posição dos mercados de cultura na economia de cada nação."
Há ainda importantes teórico, como Justin O’Connor e Gaëtan Tremblay, que acreditam que não faz sentido ditar quais setores são criativos ou não, porque a criatividade deve ser aplicada a qualquer área da economia.